# 陶鲍伊德
陶鲍伊德，是匈牙利费耶尔州所辖的一个村。总面积26.57平方公里，总人口981，人口密度36.9人/平方公里（2011年1月1日）。